# Christopher Creveling
Christopher „Chris” Creveling (ur. 29 grudnia 1986 we Flemington) – amerykański łyżwiarz szybki specjalizujący się w short tracku, srebrny medalista igrzysk olimpijskich.
W lutym 2014 roku wystąpił na igrzyskach olimpijskich w Soczi. Wziął udział w trzech konkurencjach – zdobył srebrny medal olimpijski w biegu sztafetowym (amerykańską sztafetę stanowili poza nim Eddy Alvarez, John Robert Celski i Jordan Malone), ponadto był 10. w biegu na 1000 m i 21. na dystansie 1500 m.
W latach 2013–2016 startował w mistrzostwach świata w short tracku. Nie zdobył nigdy medalu, jego najlepszym rezultatem indywidualnym było ósme miejsce na mistrzostwach w Montrealu w 2014 roku w biegu na dystansie 1000 m.